# Burg (Gemeinde Hannersdorf)
Burg (ungarisch Óvár, Pinkaóvár; kroatisch Porka) ist ein Ortsteil der Gemeinde Hannersdorf im Bezirk Oberwart im Burgenland in Österreich.

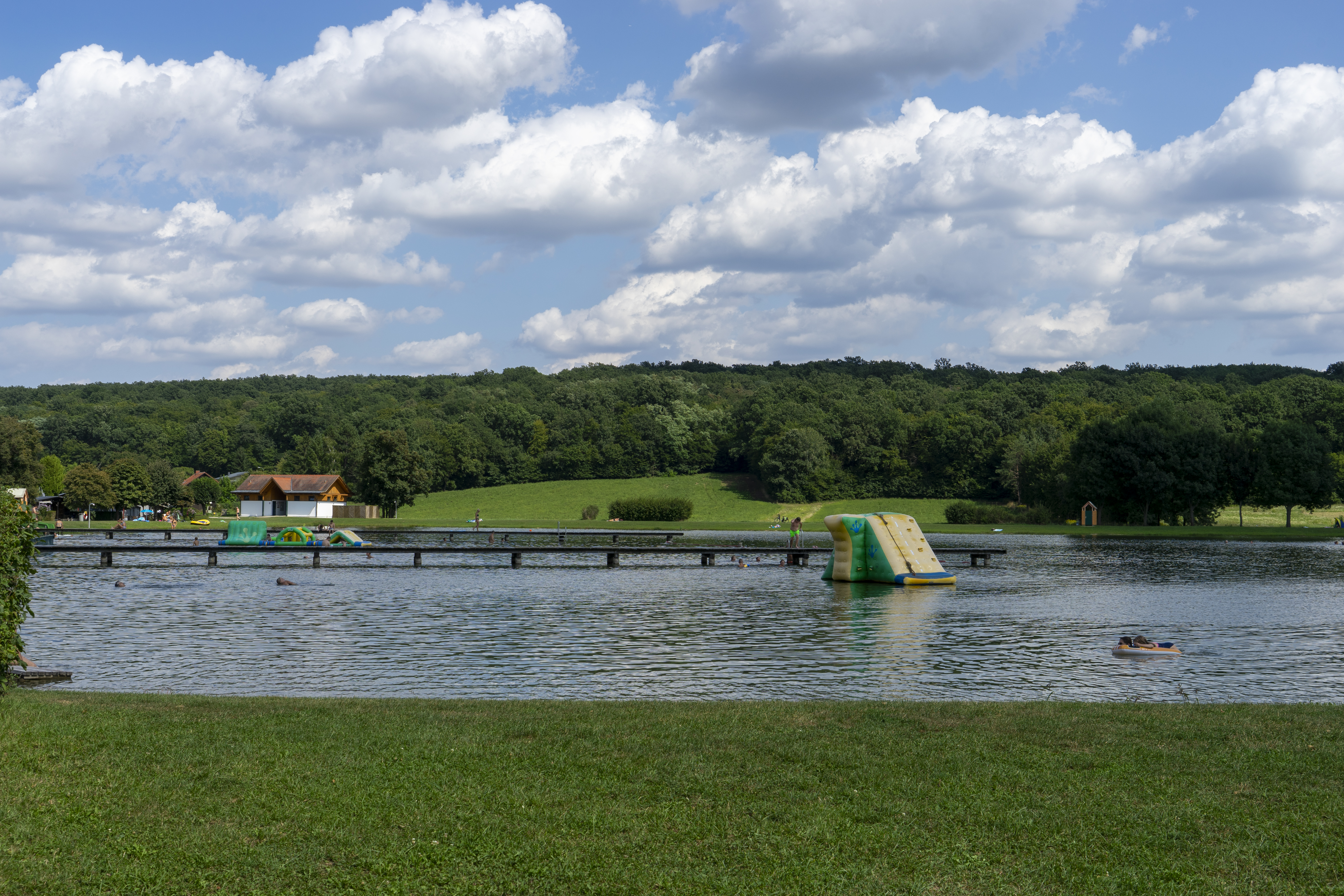
Badesee in Burg

## Geografie
Die Ortschaft liegt am Fuße des Eisenbergs, eingebettet in sanfte Hügel. Die Pinka, die den Ort südlich umfließt, hat sich ein tiefes Flussbett in die Landschaft gegraben. Gleich drei Bäche münden hier in die Pinka, diese sind der Tauchen-, der Dürn- sowie der Edelbach.
Dieser Umstand war wohl ein Grund für die frühe Besiedelung, hat der Bevölkerung im Laufe der Jahre aber großes Leid zugefügt. Zum einen durch den Zusammenfluss mehrerer Flüsse, als auch durch die Stauwirkung der Schlucht, haben sich immer wieder schwere Hochwasser ereignet. Ganz besonders dramatisch war das Jahr 1965, als Burg sieben Mal überflutet wurde. In den späten 1960er Jahren wurden daher großräumige Hochwasserschutzbauten errichtet. Durch einen Damm, auf dem eine Umfahrungsstraße errichtet wurde, und durch die Verlegung des Tauchenbaches an den Ortsrand gelang es, den Ort hochwassersicher zu machen. Im Zuge dieser Arbeiten wurde auch der Badesee errichtet, der 1972 eröffnet wurde.
An den steilen Hängen des Eisenbergs werden hervorragende Weine gekeltert, besonders bekannt ist der Eisenberg für seine intensiven Blaufränker. Der Weinbau ist größtenteils kleinstrukturiert. So bewirtschaften große Teile der Bevölkerung je einen kleinen Weingarten.

## Geschichte

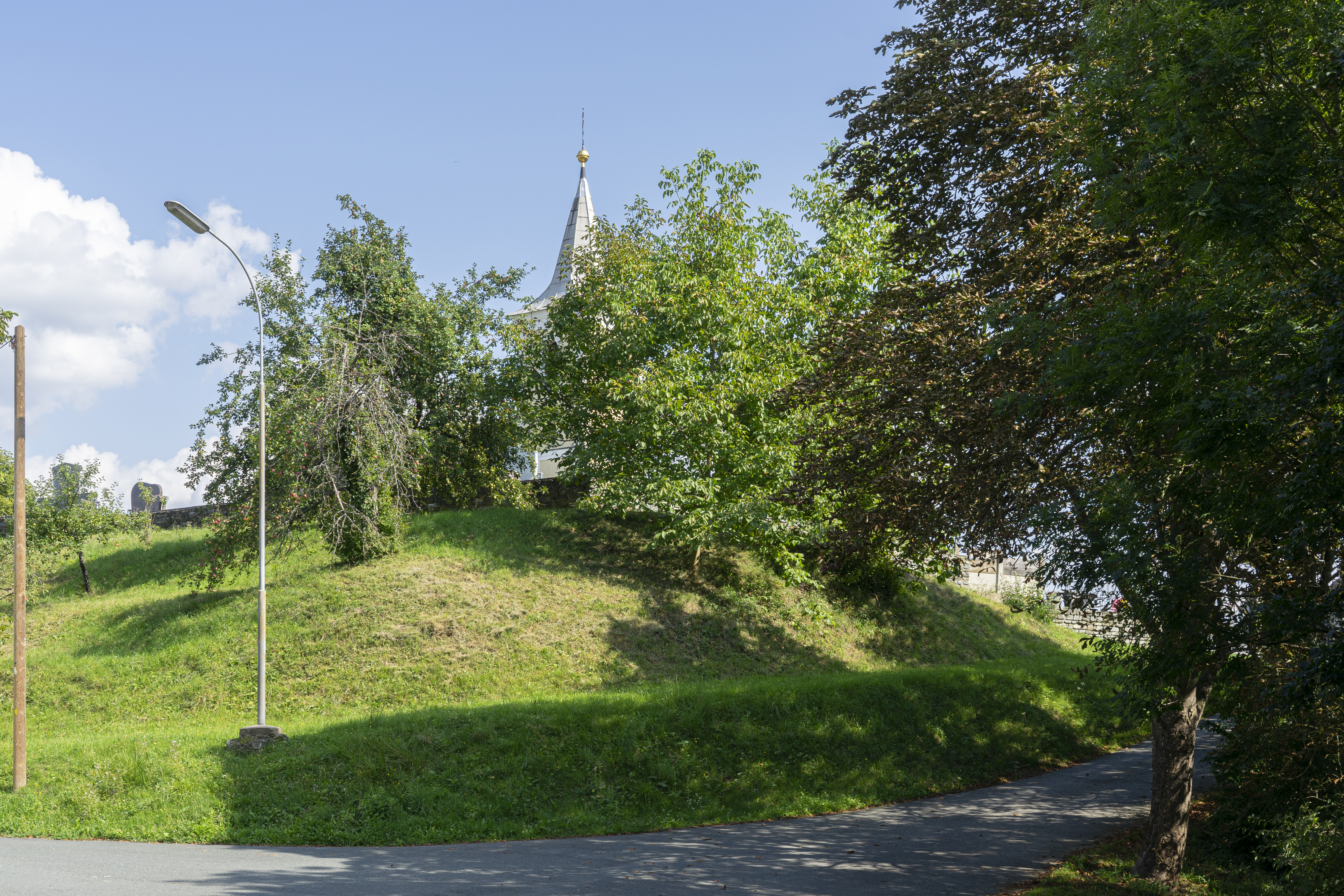
Hügelwall mit Filialkirche

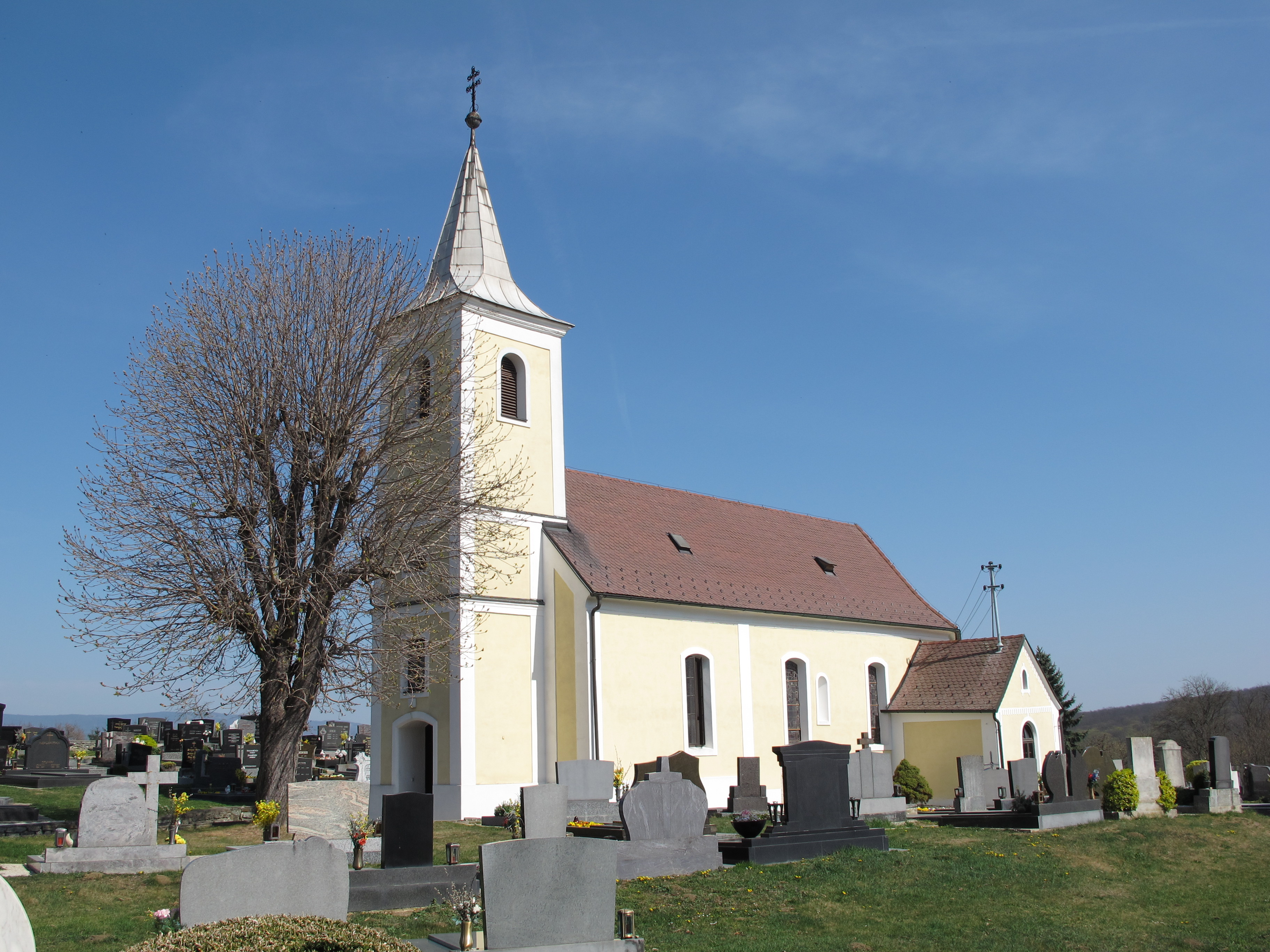
Filialkirche Burg

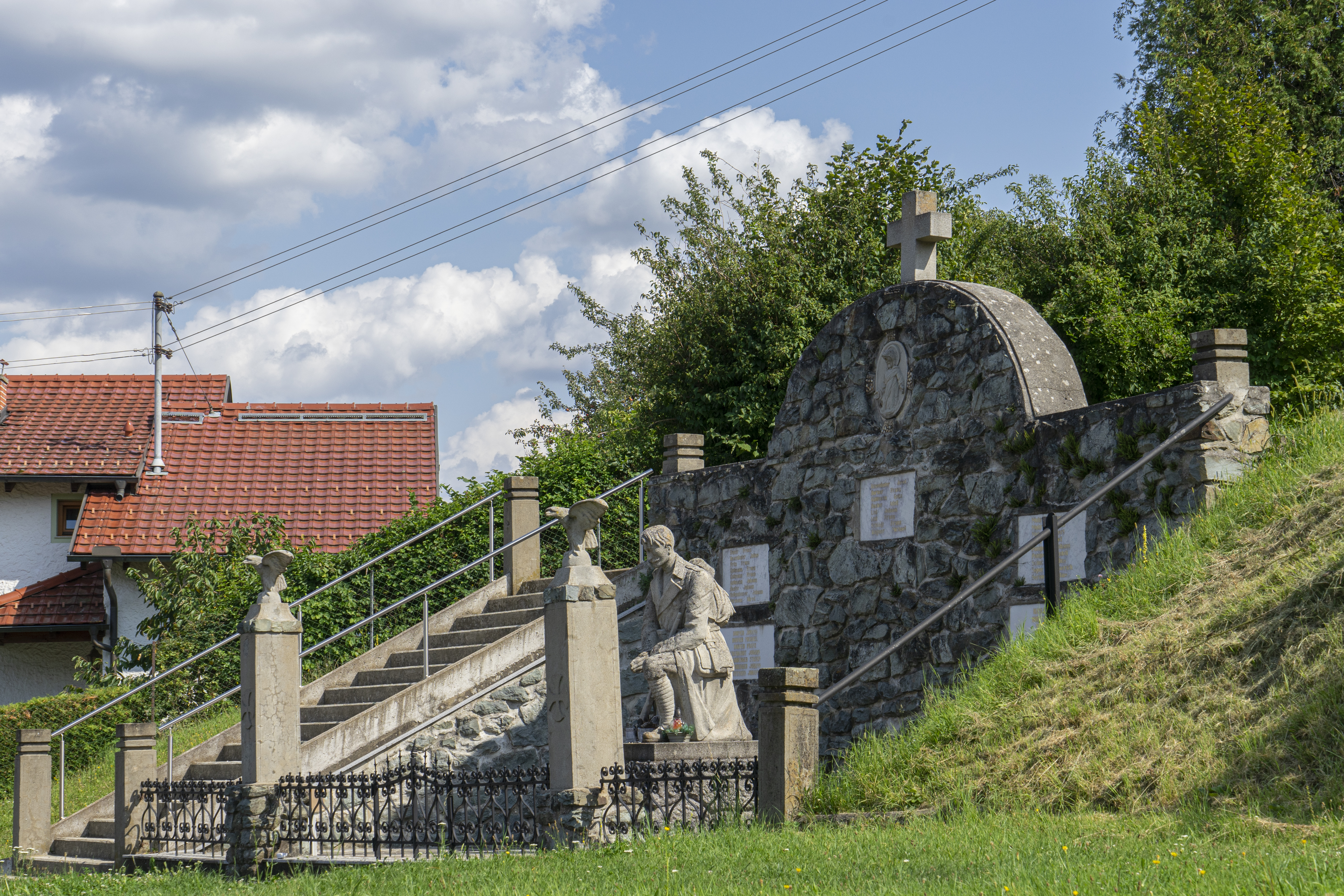
Kriegerdenkmal von 1935

Alte Funde beweisen und belegen, dass um das heutige Burg bereits seit früher Zeit ein historisches Siedlungsgebiet gelegen hat. So stieß man bei der Errichtung des Kriegerdenkmales 1935 auf eine jungsteinzeitliche Wohngrube, wobei Gefäßscherben der Theiß-Lengyelkultur gefunden wurden. Um Burg herum finden sich über 200 Hügelgräber der Hallstattzeit. Zur Zeit der Römer gehörte Burg zum Territorium der pannonischen Provinzhauptstadt Colonia Claudia Savaria (Szombathely). So findet sich nördlich des Badesees ein römischer Meierhof, dessen Fundamente unter der Erde erhalten geblieben sind. Aus dieser Zeit stammen auch die Steinsarkophage, die 1893 entdeckt wurden. Ein in Burg gefundener römischer Steinlöwe wurde in der Pfarrkirche Hannersdorf eingemauert.
Óvár – Die alte Burg (aus der Ortschronik) bildet eine einzigartige Verbindung von Geschichte und Landschaft. Auffallend sind die ausgedehnten und gut erforschten Wehranlagen von Burg. Sie gehören zu den bemerkenswertesten Denkmälern ihrer Art in Österreich. Das durch die S-Schlinge der Pinka begrenzte, steil zum Fluss abfallende Gelände bildete eine natürliche Festung, die seit der Jungsteinzeit Spuren menschlicher Besiedlung aufweist. Durch Aushebungen von Gräben, Aufschüttungen von Wällen, Errichtungen von Mauern und Türmen entstand im Mittelalter eine vierteilige Burg, die in ihrer Längenausdehnung von 560 Metern alle anderen Anlagen dieser Art übertraf.
Die „Vorburg“ im nördlichen Teil der Anlage weist Ringwälle auf. Ein mächtiger Hauptwall, der Reste einer fast 5 Meter dicken Mauer trägt, riegelt das Mittelwerk ab, dessen Ausbau offenbar in die Zeit vor 1244 fällt. In diesem Bereich steht die in ihrem Kern in das 13. Jahrhundert zurückreichende Filialkirche zum Heiligen Andreas.
Wall und Graben trennen den nächsten Teil ab, der in seinem südlichen Bereich einen Hausberg mit den Resten eines quadratischen Turmes aufweist und nördlich von einem weiteren Turm flankiert gewesen sein könnte. Im Zentrum des Rückzugswerkes stand, durch zwei Wälle und Graben geschützt, auf einem Kegelstumpf ein kreisförmiger Turm. Dieser dürfte Namensgeber der bereits 1244 „Owar“ (ungarisch ‚alte Burg‘) genannten Anlage sein. In diesem Jahr schenkte König Béla IV. Óvár dem Schandorfer Geschlecht Csém. Wahrscheinlich wurde die Burg 1241 von den Mongolen verwüstet, dann aber von den Csém wiederaufgebaut. Die Burgherren verwickelten sich in kriegerische Auseinandersetzungen, die zur Zerstörung der Burg vor 1489 führten. 1461 erwarb Andreas Baumkircher die Burg, der sie an Schlaining anschloss und vernachlässigte. Als Folge der Verwüstungen des Türkenzuges von 1532 dürfte der Ort und die Burg sehr herabgekommen sein. 1544 ging der Ort über in den Besitz der Batthyány. Die Bevölkerung hatte zu leiden unter den Türkeneinfällen von 1522, 1533 und 1572, unter den Kuruzeneinfällen von 1704, 1707, und 1708, aber auch unter dem Durchzug der Franzosen 1806 und 1809. Amtssprache war stets Deutsch. Um 1900 herum versuchte die Regierung in Budapest, Ungarisch als Amtssprache durchzusetzen, was auf Ablehnung in der Bevölkerung stieß.
Der Ort gehörte wie das gesamte Burgenland bis 1920/21 zu Ungarn (Deutsch-Westungarn). Seit 1898 musste aufgrund der Magyarisierungspolitik der Regierung in Budapest der ungarische Ortsname Óvár verwendet werden.
Nach Ende des Ersten Weltkriegs wurde nach zähen Verhandlungen Deutsch-Westungarn in den Verträgen von St. Germain und Trianon 1919 Österreich zugesprochen. Der Ort gehört seit 1921 zum neu gegründeten Bundesland Burgenland (siehe auch Geschichte des Burgenlandes). Seither lag Burg nicht mehr im Zentrum eines großen Reiches, sondern an der Grenze, während des Kalten Krieges am Rande der westlichen Welt. Erst durch die Schengenerweiterung 2007 wurde es der Bevölkerung beiderseits der Grenze wieder möglich, Kontakte zu knüpfen.

## Veranstaltungen

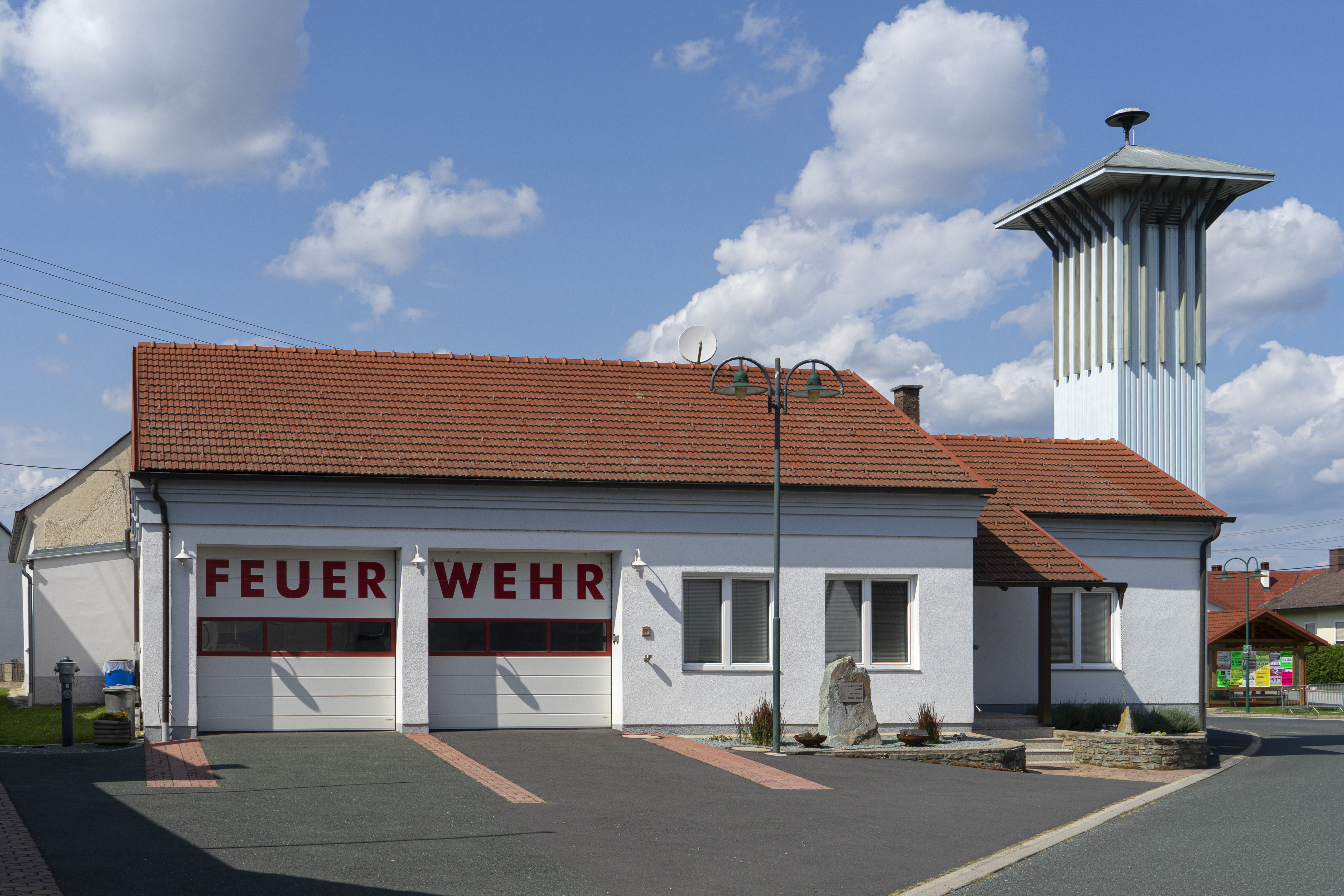
Freiwillige Feuerwehr Burg

Großer Beliebtheit erfreut sich das zur Tradition gewordene, alljährlich zu Pfingsten stattfindende Strandfest, das von der Freiwilligen Feuerwehr Burg ausgetragen wird. An zwei Tagen wird Unterhaltung für die junge Generation geboten, am Sonntag findet ein Frühschoppen statt.
Große Verdienste erwarb sich auch die Jugend Burg in der Erhaltung des Ortslebens. Die Jugendlichen versuchen, die Burger mit Veranstaltungen wie Glühweinständen oder Faschingsumzügen bei Laune zu halten. Auch werden alte Bräuche wieder belebt.